# Horné Štitáre
Horné Štitáre es un municipio del distrito de Topoľčany en la región de Nitra, Eslovaquia, con una población estimada a final del año 2024 de 654 habitantes.
Se encuentra ubicado al norte de la región, cerca del río Nitra (cuenca hidrográfica del Danubio) y de la frontera con las regiones de Trnava y Trenčín.

## Demografía
| Año        | 1994 | 2004    | 2014     | 2024     |
| ---------- | ---- | ------- | -------- | -------- |
| Población  | 456  | 452     | 506      | 654      |
| Diferencia |      | −0,87 % | +11,94 % | +29,24 % |

| Año        | 2023 | 2024    |
| ---------- | ---- | ------- |
| Población  | 676  | 654     |
| Diferencia |      | −3,25 % |